# Château de Martigné
Le château de Martigné est un château construit à partir du XVe siècle sur la commune de Avessé dans le département de la Sarthe. Il est inscrit en totalité intérieur et extérieur au titre des monuments historiques.

## Histoire
Le château de Martigné est la possession des Bréhier, originaires de l'Anjou dès la fin du XVe siècle. La seigneurie est acquise à la fin du XVIe siècle par Nicolas de Tronchay, puis par Félix de Samson qui y fonde une chapelle en 1678. Le château de Martigné est vendu comme bien national à la Révolution, puis devient la propriété de Clément-Jacques Goupil, naturaliste et député de la Sarthe sous Louis-Philippe. 

## Architecture
Le château de Martigné, situé sur une colline qui surplombe la Vègre, comprend un large corps de logis cantonné de pavillons rectangulaires.

## Protections
L'édifice fait l'objet d'une inscription aux monuments historiques depuis le 19 novembre 1990.